# Orehova Gorica
Orehova Gorica falu Horvátországban Krapina-Zagorje megyében. Közigazgatásilag Gornja Stubicához tartozik.

## Fekvése
Zágrábtól 19 km-re északra, községközpontjától 1 km-re északkeletre a Horvát Zagorje területén a megye délkeleti részén fekszik.

## Története
A településnek 1857-ben 83, 1910-ben 121 lakosa volt. Trianonig Zágráb vármegye Stubicai járásához tartozott. 2001-ben 72 lakosa volt.

## Külső hivatkozások
Gornja Stubica község honlapja